# Halles de Langogne
Les halles de Langogne, également appelée halle aux Grains sont situées sur la commune de Langogne, dans le département de la Lozère, en France.

## Localisation
L'édifice se trouve au centre-ville, place de la Halle.

## Historique
L'édifice est inscrit au titre des monuments historiques en 1942.

## Description
La remarquable charpente porte une toiture en lauze et repose sur des colonnes en granit. Le sol est un dallage en pierre.

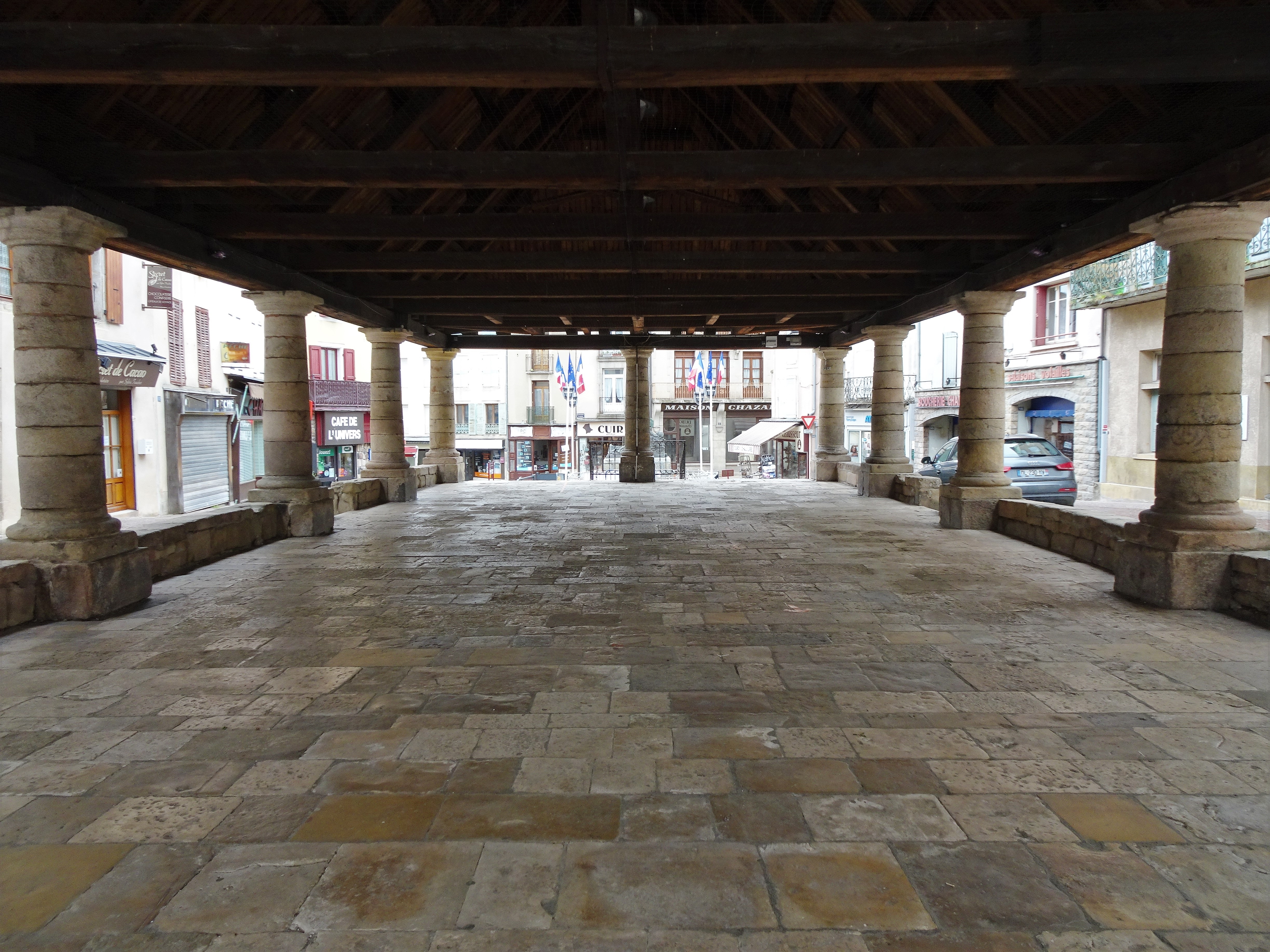
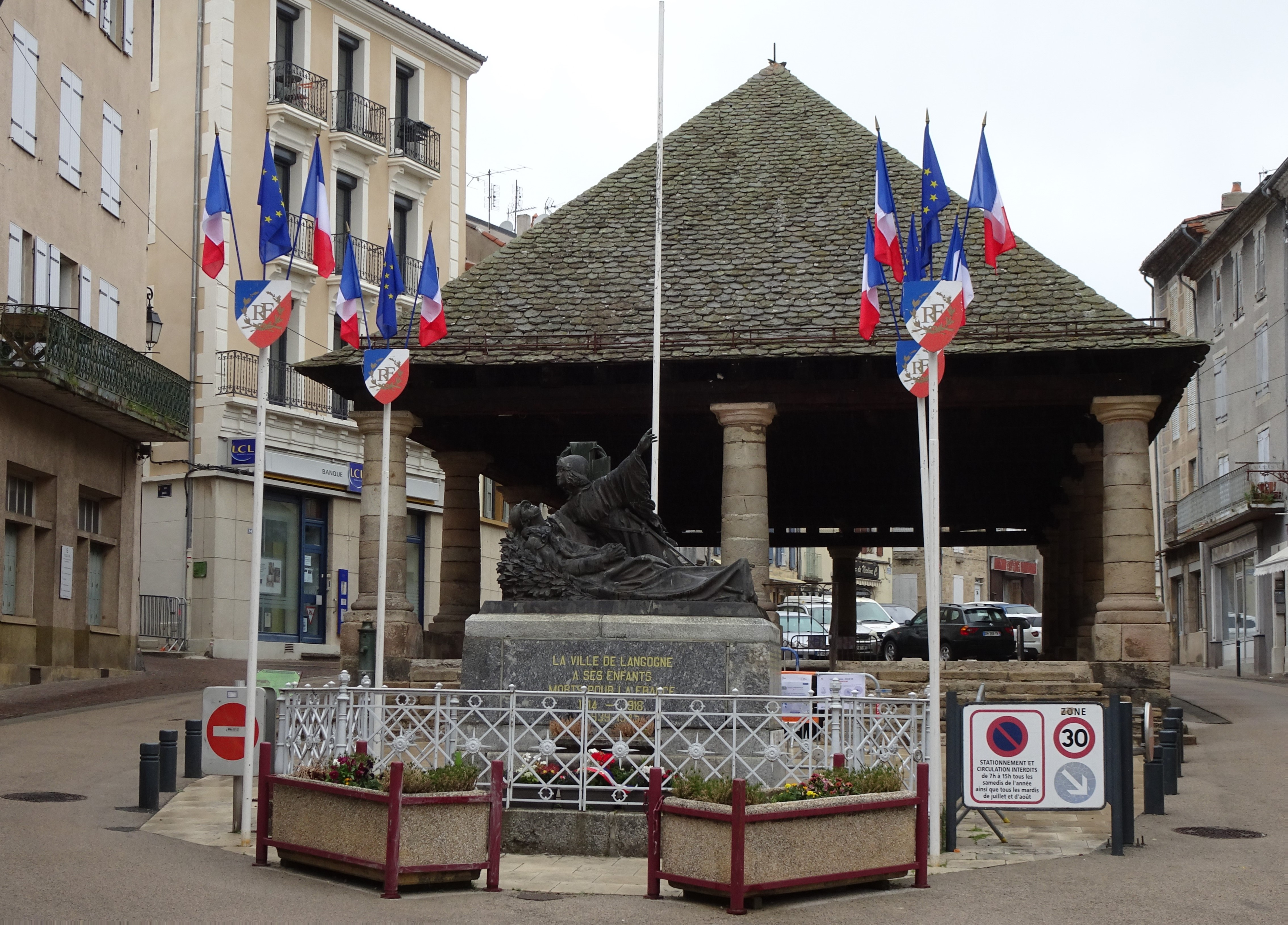